# Bailey-Halbinsel
Die Bailey-Halbinsel ist eine felsige Halbinsel an der Budd-Küste des ostantarktischen Wilkeslands. Sie trennt die Newcomb Bay von der O’Brien Bay an der Ostflanke der Windmill-Inseln.
Erstmals kartiert wurde sie anhand von Luftaufnahmen der United States Navy im Februar 1947 während der Operation Highjump. Damals wurde sie irrtümlich für eine Insel gehalten, die über eine steile Schneerampe mit dem Kontinentaleis an der Budd-Küste verbunden ist. Ihre eigentliche Natur identifizierte die Mannschaft auf der Wilkes-Station im Jahr 1957. Das Advisory Committee on Antarctic Names benannte sie nach Claude Fenn Bailey (1910–2003), Kapitän des Zerstörers USS Henderson bei der Operation Highjump.
Australien betreibt auf der Bailey-Halbinsel seit den 1960er Jahren die Casey-Station.